# Mehdi Nebbou

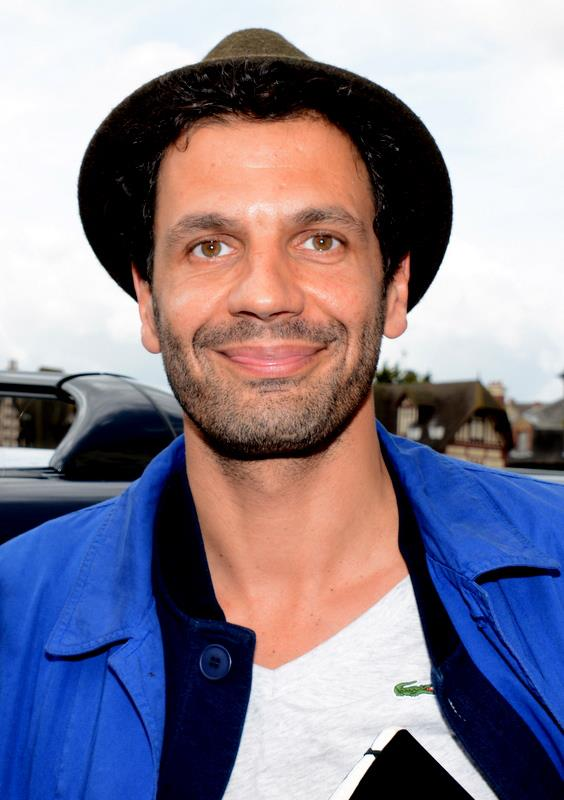
Mehdi Nebbou, 2013

Mehdi Nebbou (* 10. Januar 1971 in Bayonne) ist ein französischer Schauspieler und Synchronsprecher.

## Leben
Nebbou ist der Sohn einer deutschen Mutter und eines algerischen Vaters. Im Alter von 18 Jahren verließ er Frankreich und zog nach Berlin. Ein paar Jahre später ging Nebbou nach Mailand und erlernte dort den Beruf des Zimmermanns. 1994 kehrte er nach Berlin zurück und studierte von 1995 bis 2003 an der deutschen Film- und Fernsehakademie Berlin Regie. Er spricht fließend Französisch, Deutsch, Englisch und Italienisch und konnte so auch eigene Sprechrollen synchronisieren. Sein Bruder ist der französische Regisseur Safy Nebbou. Neben seiner Schauspielkarriere in Film und Fernsehen trat er ab 2016 auch als Darsteller in einem Werbespot der Hotel-Metasuche trivago in Erscheinung.

## Filmografie (Auswahl)
- 2001: Apocalypse Now: Redux (Synchronstimme von David Olivier)
- 2004: Folgeschäden (Fernsehfilm)
- 2005: Schläfer
- 2005: München (Munich)
- 2007: Tatort – Der Finger (Fernsehreihe)
- 2008: Der Mann, der niemals lebte (Body of Lies)
- 2008: Das Zeichen des Engels (L’empreinte de l’ange)
- 2008: Rekruten des Todes (Secret défense)
- 2008: Rivals (Les liens du sang)
- 2008: Engrenages (Fernsehserie, 4 Folgen)
- 2009: Le choix de Myriam (Fernsehfilm)
- 2010: Tatort – Die Heilige
- 2010: 600 Kilo pures Gold! (600 kilos d’or pur)
- 2010: 8 Uhr 28 (Fernsehfilm)
- 2010: Black Swan (Synchronstimme von Vincent Cassel)
- 2011: Switch – Ein mörderischer Tausch (Switch)
- 2011: Unter Verdacht – Rückkehr (Fernsehreihe)
- 2011: Flucht durch die Berge (Forces spéciales, Fernsehfilm)
- 2012: Englisch für Anfänger (English Vinglish)
- 2012: Zappelphilipp (Fernsehfilm)
- 2012: Ziemlich dickste Freundinnen (Mince alors!)
- 2013: Joséphine
- 2013: Mein Mann, ein Mörder (Fernsehfilm)
- 2013: Inga Lindström – Feuer unterm Dach (Fernsehreihe)
- 2013: Sein letztes Rennen
- 2013: 11.6 – The French Job (11.6)
- 2014: Die Zeugen (Les témoins, Fernsehserie, 6 Folgen)
- 2015–2016: Büro der Legenden (Le Bureau des légendes, Fernsehserie, 6 Folgen)
- 2015–2017: Paare (Kurzfilmreihe) (Staffel 1–3)
- 2015: Dr. Illegal (Kurzfilm)
- 2015: Wir Monster
- 2015: Die Tage unter Null (Les heures souterraines, Fernsehfilm)
- 2015: Homeland (Fernsehserie, 3 Folgen)
- 2015: Happy Hour
- 2016: Fixeur
- 2017: Tiere (Animals)
- 2017: Occupied – Die Besatzung (Occupied, Fernsehserie, 2 Folgen)
- 2019: Allmen (Filmreihe) – Allmen und das Geheimnis der Dahlien
- 2019: Totgeschwiegen (Fernsehfilm)
- seit 2020: Das letzte Wort (Fernsehserie)
- 2021: 12 Tage Sommer
- seit 2021: HIP: Ermittlerin mit Mords-IQ (HPI – Haut Potentiel Intellectuel, Fernsehserie)
- 2021: House of Gucci
- 2023: Doppelhaushälfte (Fernsehserie)
- 2024: Kein Wort
- 2025: Kein Tier. So Wild.

## Auszeichnungen
- 2007: First-Steps-Nachwuchsschauspielerpreis für Teresas Zimmer
- 2009: Nachwuchsdarsteller-Preis beim Luchon International Film Festival für Le choix de Myriam